# Feliks Šperac
Feliks Šperac (Kaštel Štafilić, 1895.) bio je splitski arhitekt. Također je bio i igrač Hajduka (odigrao je pet prijateljskih utakmica).
Pučku skolu i realku završava u Splitu, te odlazi na studij graditeljstva u Graz. Medutim, zbog 1. svjetskog rata prekida studij, te ga nastavlja kasnije u Beču. Godine 1924. se vraća u Split, gdje radi u Odjelu za vodovod i plin u Splitskoj općini. Tu radi svoj prvi projekt - splitski vodovod s 2 rezervoara, na Marjanu i Gripama. Tridesetoh godina, Feliks Šperac i Marin Marasović osnivaju građevno poduzeće, a pred 2. svj. rat osniva svoje projektno poslovno inženjersko i građevno poduzeće.
Djela:
- Kompleks Galerije Meštrović i Atelijera Meštrović